# Pinghu
Pinghu (平湖市S) è una città-contea della Cina, situata nella provincia dello Zhejiang.